# Coleophora odorariella
Coleophora odorariella is een vlinder uit de familie kokermotten (Coleophoridae). De wetenschappelijke naam is voor het eerst geldig gepubliceerd in 1857 door Muhlig.
De soort komt voor in Europa.